# Rolf Köhler
Rolf Köhler (* 24 de mayo de 1951, † 16 de septiembre de 2007 en Hamburgo-Altona) fue un cantante, músico y productor musical alemán.
Rolf Köhler fue uno de los más exitosos músicos de sesión de todos los tiempos en Alemania. Sus primeros éxitos como artista solista fue en la década de 1970 bajo el seudónimo de "Marc de Ville" ("Walking Alone In The Rain, California"). Cantó para numerosas producciones alemanas Popgrößen (incluyendo Westernhagen) y bandas internacionales de hard metal (por ejemplo, de Sajonia) y realizó muchas canciones populares usadas en publicidad (por ejemplo, "Si el dinero es el ahorro" "Wenns um Geld geht", "Tortella", "BIFI") con su voz. Sin embargo, su trabajo más popular, fue junto a Dieter Bohlen. Él diseño el falsete para Modern Talking a petición de Bohlen y conformó el grupo de coristas con sus colegas Detlef Wiedeke, Birger Corleis y Michael Scholz. En Blue System, el segundo gran proyecto de Bohlen, Köhler era el principal corista. Fue copropietario de Kario Music Studios y trabajó al lado de Kalle Trapp en numerosas producciones de rock y hard metal (como Blind Guardian, Molly Hatchet, y otras). Murió como consecuencia de un accidente cerebrovascular el 16 de septiembre de 2007.

## Controversia con Bohlen
Una vez más, el final de Modern Talking, con él y sus dos colegas diciéndole a la opinión pública "Del Sr. Bohlen [...] ningún sonido salió de su boca". Aunque Dieter Bohlen lo niega hasta el día de hoy, la compañía pagó 100.000 marcos alemanes a cada uno de los tres.
La disputa fue a la corte únicamente por el uso ilícito de las antiguas pistas vocales de Modern Talking como sample y su transformación digital. Además, la secuencia temporal (consecutio temporum) se conservó. De hecho, el coro se intercambia, con el resultado que ya no es original, como antes, escuchado.

## Propio éxito
Rolf Köhler saltó a la fama cuando apareció su agrupación Systems in Blue en el 2003, basado en el antiguo proyecto de Bohlen Blue System y editando varios discos considerados de culto entre los fanes de Modern Talking. En el 2008 apareció el segundo y último disco de Systems in Blue "Out of The Blue", en el que la música y canciones fueron incluso mejores que el disco "Point of No Return". El disco alcanzó el N° 60 en amazon.de, sin embargo, sigue siendo un éxito comercial.
En Rusia e Israel se hicieron unos pocos conciertos. Además, Köhler fue miembro de bandas como "New Commix", "Kentucky", "Toll House", "Ser", "Ian Cussick", "BLUE BLIZZ", "Wave" (con Wiedeke) y "Gnadenlos Platt".
En la década de los 80 realizó numerosas producciones como "Stag", "L'Affair", "C.Dorian", "Tom Jackson" y proyectos de éxito como Solid Strangers, otras participaciones fueron con "Boo Who", "Straight Flush" y "Broken Dreams", consideradas hoy en día joyas clásicas de la música disco.